# Вернек
Вернек (њем. Werneck) град је у њемачкој савезној држави Баварска. Једно је од 29 општинских средишта округа Швајнфурт. Према процјени из 2010. у граду је живјело 10.528 становника. Посједује регионалну шифру (AGS) 9678193.

## Географски и демографски подаци
Вернек се налази у савезној држави Баварска у округу Швајнфурт. Град се налази на надморској висини од 222 метра. Површина општине износи 73,6 km². У самом граду је, према процјени из 2010. године, живјело 10.528 становника. Просјечна густина становништва износи 143 становника/km².